# 누장 리수족 자치주
누장 리수족 자치주(노강리수족자치주, 중국어: 怒江傈僳族自治州, 병음: Nùjiāng Lìsùzú Zìzhìzhōu)는 중화인민공화국 윈난성의 민족 자치주이다. 주의 이름은 누강(땅륀강)에서 유래하였으며 소수 민족 리수족의 유일한 자치주이다.

## 지리
윈난성 서북부에 위치하며, 서쪽은 미얀마와 450km에 걸치는 국경을 접한다. 북쪽은 서장 자치구 창두 지구, 동쪽은 윈난성 디칭 티베트족 자치주, 남쪽은 윈난 성의 다리 바이족 자치주와 접한다. 주내를 땅륀강(누장), 메콩강이 남쪽으로 흘러 산장빙류 지역의 일부를 구성한다.

## 역사
1954년 8월 23일 누장 리수족 자치구가 성립하였고, 1956년 자치주로 승격해 현재에 이르고 있다.

## 행정 구역
1개의 현급시, 1개의 현, 2개의 자치현을 관할한다.
- 현급시
  - 루수이 시(泸水市)
- 현
  - 푸궁 현(福贡县)
- 자치현
  - 궁산 두룽족 누족 자치현(贡山独龙族怒族自治县)
  - 란핑 바이족 푸미족 자치현(兰坪白族普米族自治县)

## 주민
2000년 인구 조사 결과 누장의 인구는 491,824명이었고 인구밀도는 km2당 33.45명이었다.

### 누장의 민족 구성 (2000)
| 민족     | 인구    | 비율   |
| -------- | ------- | ------ |
| 리수족   | 231,819 | 47.13% |
| 바이족   | 132,622 | 26.97% |
| 한족     | 64,585  | 13.13% |
| 누족     | 26,670  | 5.42%  |
| 푸미족   | 14,374  | 2.92%  |
| 이족     | 9,805   | 1.99%  |
| 더룽족   | 5,456   | 1.11%  |
| 나시족   | 2,121   | 0.43%  |
| 티베트족 | 1,805   | 0.37%  |
| 다이족   | 465     | 0.09%  |
| 후이족   | 429     | 0.09%  |
| 좡족     | 342     | 0.07%  |
| 기타     | 1,331   | 0.28%  |